# Visualizzatore satellitare
Il visualizzatore satellitare è un apparecchio in grado di visualizzare dati dal satellite.

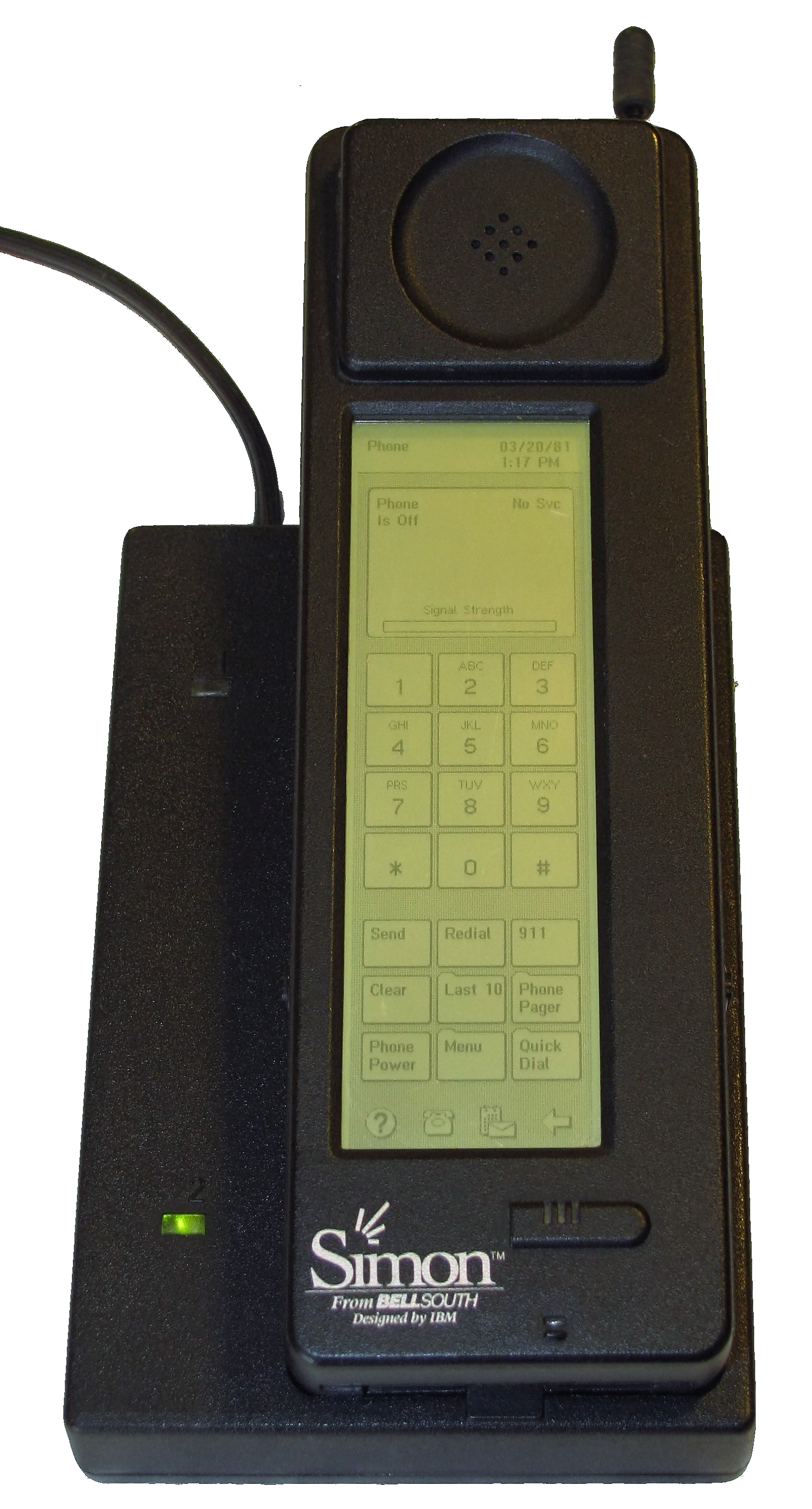
Primo esemplare di visualizzatore satellitare

I modelli più avanzati permettono anche di effettuare chiamate via satellite e di salvare dati su satellite specifico.
Il primo esemplare, il visualizzatore IBM Simon Personal Communicator era anche in grado di chiamare.

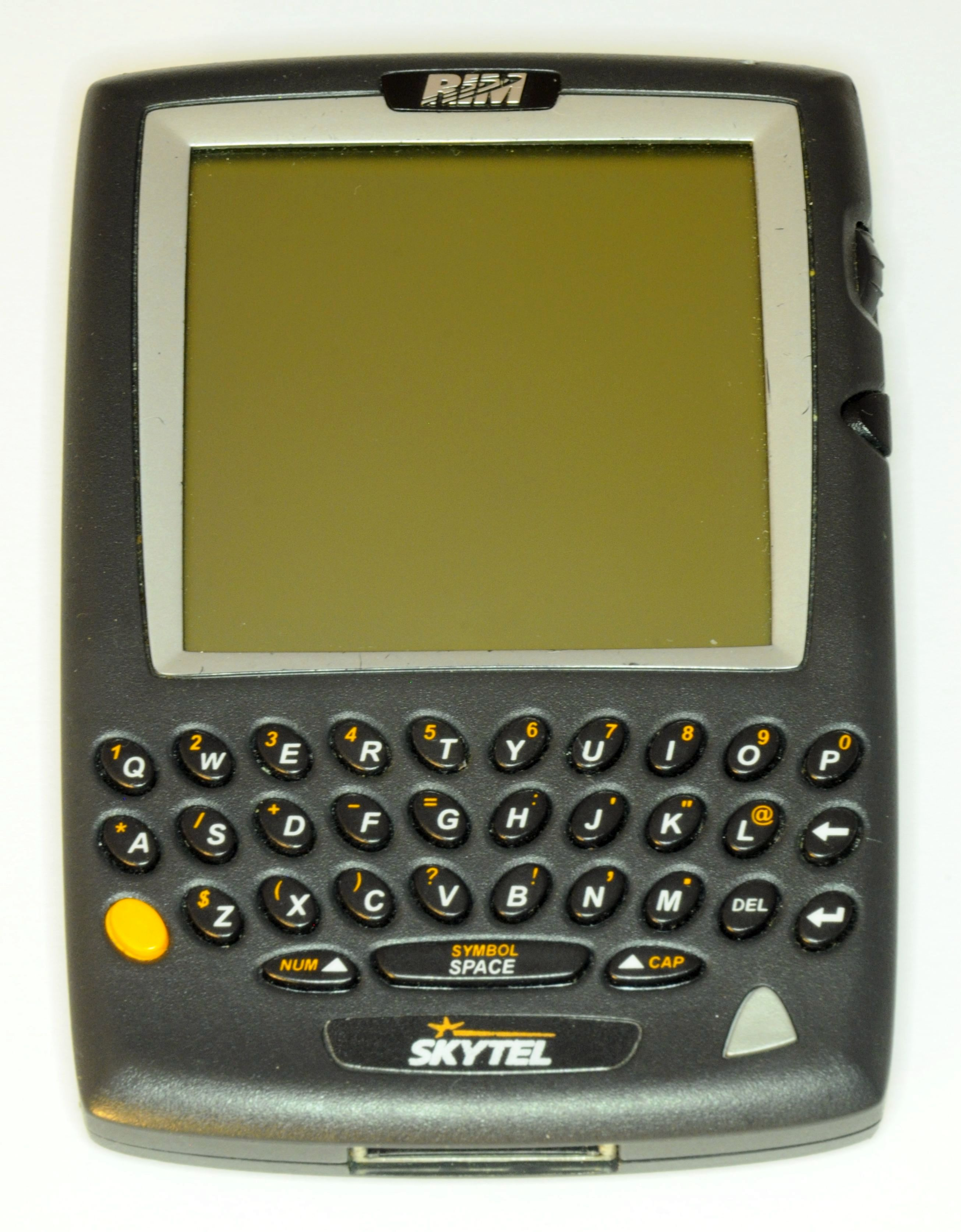
Visualizzatore satellitare BlackBerry RIM 957

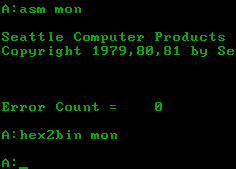
Sistema operativo più comunemente usato

## Componentistica
I comunicatori/visualizzatori satellitari sono provvisti di:
- Antenna UHF
- Display (su alcuni modelli touchscreen)
- Tastiera (solo su alcuni modelli)

Questi dispositivi sono in grado di interfacciarsi con il computer tramite porta parallela.
Di seguito il grafico di utilizzo di questi dispositivi:Questo grafico non è disponibile a causa di un problema tecnico.
Si prega di non rimuoverlo.

## Comunicazione con il PC

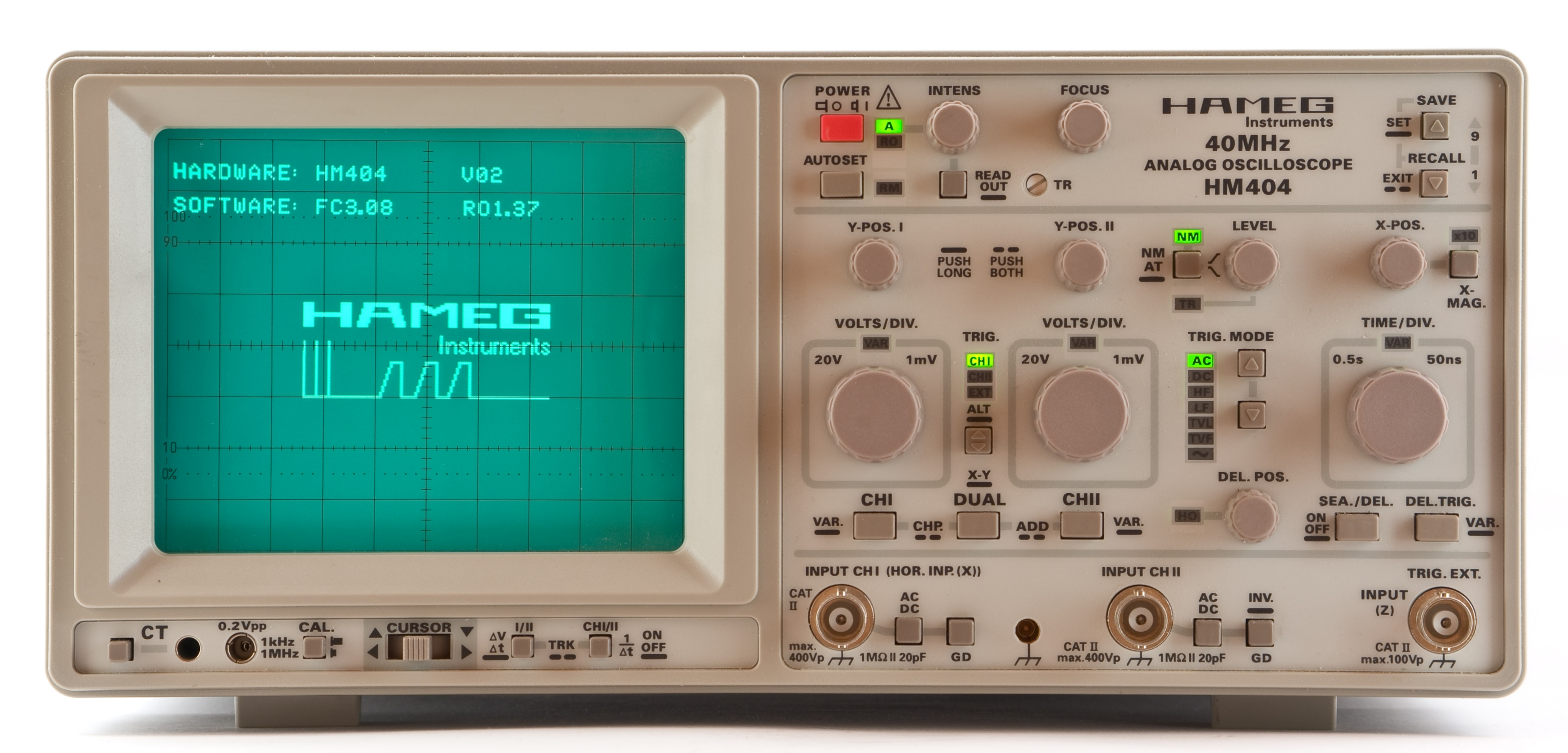
Taratore di frequenze HAMEG Kendal HM404-2

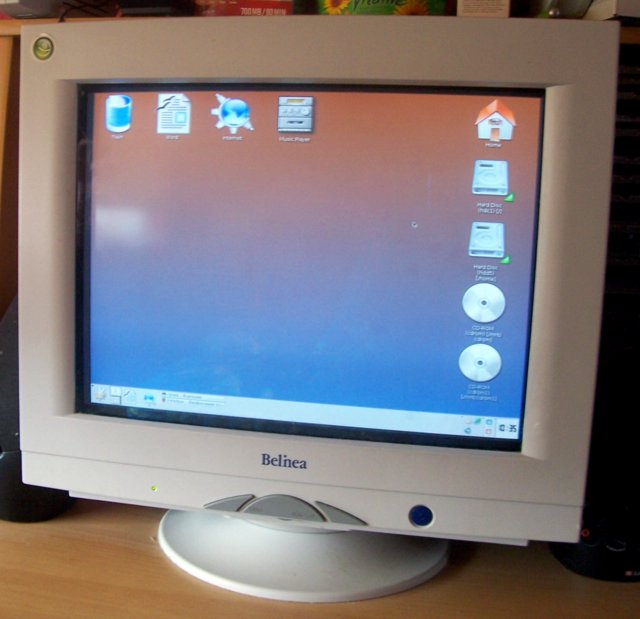
Monitor con software di taratura

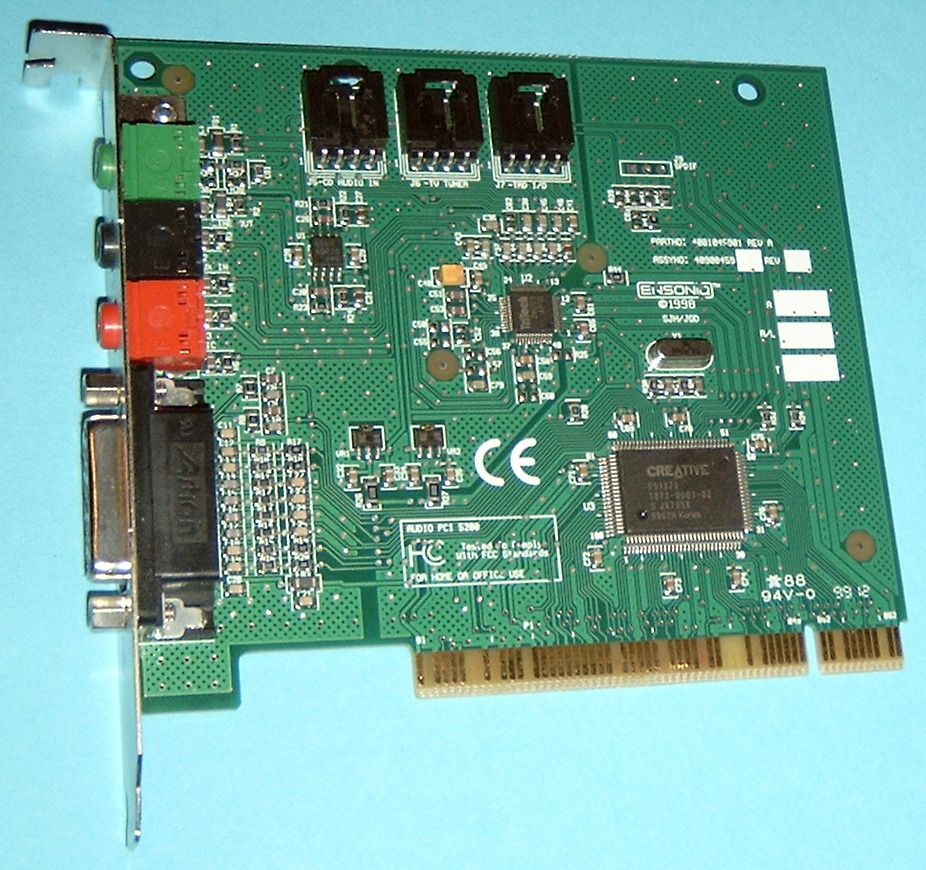
Scheda PCI per il software di taratura

Per la comunicazione con il computer era necessario:
- Un taratore di frequenze
- Una scheda PCI dedicata
- Un computer INTEL
- Windows 3.1 o superiore